# Bese Barnabás
Bese Barnabás (Budapest, 1994. május 6. –) magyar válogatott labdarúgó, a Újpest FC jobbhátvédje. Édesapja Bese Benő magyar bajnok magasugró.

## Pályafutása

### Klubcsapatokban
Eredetileg jobbszélső, ám a 2015-16-os szezonra a védősorig vezényelte vissza László Csaba az MTK-ban, ahol annyira jól játszott, hogy az egész szezonra megragadt, és végig kezdő is volt. Góljainak többségét jobb lábbal szerezte, de ballal is ügyesen célzott. Amíg jobbszélső volt, komolyabb veszélyt jelentett (2013-14-ben négy gólja volt a bajnokságban), de jobbhátvédként is fel-feltűnt a támadásoknál.
2016. augusztus 19-én a francia másodosztályú Le Havre AC négy évre szerződtette. A 32. fordulóban, a Laval elleni idegenbeli mérkőzésen szerezte első bajnoki gólját, amikor egy beívelésre jó ütemben érkezve fejelt a kapuba.
A 2017-2018-as szezonban a Le Havre a feljutásért harcolt a francia másodosztályban, Bese pedig alapembere volt csapatának. Végül a play-off elődöntőjében, az Ajaccio elleni vereséget követően a klub a következő szezont is a Ligue 2-ben kezdte meg.
A következő idény elején kéztörést szenvedett.
Négy szezont töltött a francia csapatnál, összesen 123 tétmérkőzésen viselte a klub mezét, ezalatt öt gólt szerzett és hat gólpasszt adott csapattársainak. 2020 augusztusában a belga élvonalban szereplő Oud-Heverlee Leuvenhez írt alá kétéves szerződést. 2021. december 31-én felbontotta a klubbal a szerződését.
2022. február 22-én ingyen igazolt a MOL Fehérvár csapatához.
2024. június 11-én Újpestre igazolt.

### A válogatottban
Minden szintet bejárt a korosztályos válogatottakban, és 2016 tavaszán még az U21-es csapattal készült volna, amikor Bernd Storck Lovrencsics Gergő sérülése miatt behívta a felnőtt keretbe. Végül sem Horvátország, sem Elefántcsontpart ellen nem játszhatott, mégis bekerült a 2016-os labdarúgó-Európa-bajnokságra utazó keretbe. A franciaországi Európa-bajnokságon a portugálok elleni csoportmérkőzésen lépett pályára.

## Sikerei, díjai

### Klubcsapatokkal
MTK Budapest
- NB II (Nyugati csoport): 1. hely (2011–2012)
- NB I: 3. hely (2014–2015)

### A válogatottal
Magyarország
- Európa-bajnokság-nyolcaddöntő: 2016

## Statisztika

### A válogatottban
| Magyarország | Magyarország | Magyarország |
| Év           | Mérk.        | Gólok        |
| ------------ | ------------ | ------------ |
| 2016         | 4            | 0            |
| 2017         | 7            | 0            |
| 2018         | 4            | 0            |
| 2019         | 5            | 0            |
| 2020         | 3            | 0            |
| Összesen     | 23           | 0            |

### Mérkőzései a válogatottban
| Magyarország | Magyarország         | Magyarország                      | Magyarország | Magyarország | Magyarország | Magyarország    | Magyarország | Magyarország |
| #            | Dátum                | Helyszín                          | Hazai        | Eredmény     | Vendég       | Kiírás          | Gólok        | Esemény      |
| ------------ | -------------------- | --------------------------------- | ------------ | ------------ | ------------ | --------------- | ------------ | ------------ |
| 1.           | 2016. június 4.      | Gelsenkirchen, Veltins-Arena      | Németország  | 2 – 0        | Magyarország | barátságos      | -            | 82'          |
| 2.           | 2016. június 22.     | Lyon, Stade des Lumières (FRA)    | Magyarország | 3 – 3        | Portugália   | Eb-csoportkör   | -            | a szünetben  |
| 3.           | 2016. október 10.    | Riga, Skonto stadion              | Lettország   | 0 – 2        | Magyarország | vb-selejtező    | -            |              |
| 4.           | 2016. november 13.   | Budapest, Groupama Aréna          | Magyarország | 4 – 0        | Andorra      | vb-selejtező    | -            |              |
| 5.           | 2017. március 25.    | Lisszabon, Estádio da Luz         | Portugália   | 3 – 0        | Magyarország | vb-selejtező    | -            |              |
| 6.           | 2017. június 5.      | Budapest, Groupama Aréna          | Magyarország | 0 – 3        | Oroszország  | barátságos      | -            |              |
| 7.           | 2017. június 9.      | Andorra la Vella, Estadi Nacional | Andorra      | 1 – 0        | Magyarország | vb-selejtező    | -            | 45+1'        |
| 8.           | 2017. augusztus 31.  | Budapest, Groupama Aréna          | Magyarország | 3 – 1        | Lettország   | vb-selejtező    | -            | 71'          |
| 9.           | 2017. október 7.     | Bázel, St. Jakob-Park             | Svájc        | 5 – 2        | Magyarország | vb-selejtező    | -            | 32'          |
| 10.          | 2017. november 9.    | Luxembourg, Stade Josy Barthel    | Luxemburg    | 2 – 1        | Magyarország | barátságos      | -            | 56'          |
| 11.          | 2017. november 14.   | Budapest, Groupama Aréna          | Magyarország | 1 – 0        | Costa Rica   | barátságos      | -            | 81'          |
| 12.          | 2018. március 23.    | Budapest, Groupama Aréna          | Magyarország | 2 – 3        | Kazahsztán   | barátságos      | -            | a szünetben  |
| 13.          | 2018. szeptember 11. | Budapest, Groupama Aréna          | Magyarország | 2 – 1        | Görögország  | Nemzetek Ligája | -            |              |
| 14.          | 2018. október 12.    | Athén, Olimpiai Stadion           | Görögország  | 1 – 0        | Magyarország | Nemzetek Ligája | -            | 75'          |
| 15.          | 2018. október 15.    | Tallinn, A. Le Coq Aréna          | Észtország   | 3 – 3        | Magyarország | Nemzetek Ligája | -            | 80'          |
| 16.          | 2019. március 24.    | Budapest, Groupama Aréna          | Magyarország | 2 – 1        | Horvátország | Eb-selejtező    | -            | 85'          |
| 17.          | 2019. június 11.     | Budapest, Groupama Aréna          | Magyarország | 1 – 0        | Wales        | Eb-selejtező    | -            | 83'          |
| 18.          | 2019. szeptember 5.  | Podgorica, Podgoricai Stadion     | Montenegró   | 2 – 1        | Magyarország | barátságos      | -            |              |
| 19.          | 2019. szeptember 9.  | Budapest, Groupama Aréna          | Magyarország | 1 – 2        | Szlovákia    | Eb-selejtező    | -            | 30'          |
| 20.          | 2019. november 15.   | Budapest, Puskás Aréna            | Magyarország | 1 – 2        | Uruguay      | barátságos      | -            |              |
| 21.          | 2020. szeptember 6.  | Budapest, Puskás Aréna            | Magyarország | 2 – 3        | Oroszország  | Nemzetek Ligája | -            |              |
| 22.          | 2020. október 11.    | Belgrád, Rajko Mitić Stadion      | Szerbia      | 0 – 1        | Magyarország | Nemzetek Ligája | -            | 56'          |
| 23.          | 2020. november 15.   | Budapest, Puskás Aréna            | Magyarország | 1 – 1        | Szerbia      | Nemzetek Ligája | -            | 78'          |
|              | Összesen             |                                   |              | 23           | mérkőzés     |                 | 0            | gól          |